# Carmen Rodallega
Carmen Elisa Rodallega (15 de julho de 1983) é uma futebolista colombiana que atua como atacante.

## Carreira
Carmen Rodallega integrou do elenco da Seleção Colombiana de Futebol Feminino, nas Olimpíadas de 2012.